# 트리쿠스피사우루스
트리쿠스피사우루스(학명:Tricuspisaurus thomasi)는 도마뱀목 삼엽공룡과에 속하는 도마뱀이다. 지금은 멸종한 종으로서 전체적인 몸길이가 4~6m인 거대한 도마뱀에 속한다.

## 특징
트리쿠스피사우루스(Tricuspisaurus)는 원래 삼엽공룡으로 묘사된 파충류의 멸종된 종으로 후에 친콜로포니드(procolophonid)일 가능성이 있다고 여겨졌으나 최근의 분석에서 원래의 분류를 다시 확인했다. 화석은 웨일즈 글래모건의 루신 채석장에서 몇몇 라이트 트라이아스기(Late Triagis)에서 얼리 쥐라기(Early Juragi) 영국산 피스쳐(Early Juragi) 매장지 중에 하나로 알려져 있다. 어떤 삼엽공룡들처럼 그것은 끝이 가늘거나 이빨이 없는 부리를 가지고 있다. 트리쿠스피사우르스는 삼첨 치아를 포함한 이단 치석 또는 세 개의 쿠스프를 가진 치아를 가지고 있는 이단 치석으로부터 그것의 이름을 얻었다. 타입종인 T. 토마시는 영국 서머셋에서 온 3엽공룡 바리오덴스 이노피나투스와 함께 1957년에 이름이 붙여졌다. 원래는 삼엽공룡으로 분류되었지만 트리쿠스피사우루스는 고생물학자 한스-디터 수스와 폴 E에 의해 1993년에 친콜로포니드로 재분류되었다. 즉 올슨에 의하여 트리쿠스피사우루스는 현재의 분류로 명명되었다. 이것은 삼첨 치아와 새로 묘사된 친콜로포니드 크세노디피오돈의 치아의 유사성 때문이었다. 트리쿠스피사우루스와 함께 바리오덴스, 트릴로포사우루스 제이콥시 등도 프로콜로포노우스로 여겨졌다. T. 제이콥시의 두개골 물질은 그것이 여전히 삼엽공룡일 가능성이 있다는 것을 나타낸다. 그것은 양치식물과 같은 채식성의 먹이를 먹는 데에 적합한 입의 구조를 가졌으며 이로 인하여 트리쿠스피사우루스는 현생의 이구아나처럼 채식을 주로 하는 도마뱀일 것으로 추정된다. 먹이로는 당대에 번성했던 양치식물의 잎과 열매 등을 주로 먹고 살았던 초식성의 도마뱀으로 추정되는 종이다.

## 생존시기와 서식지와 화석의 발견
트리쿠스피사우루스가 생존했던 시기는 중생대의 트라이아스기 후기로서 지금으로부터 2억년전~1억 8000만년전에 생존했던 종이다. 생존했던 시기에는 유럽을 중심으로 하는 당시의 고기 습곡 산맥에 형성되었던 밀림이나 열대우림 등에서 주로 서식했었던 도마뱀이다. 화석의 발견은 1957년에 유럽의 트라이아스기에 형성된 지층에서 영국의 고생물학자들에 의하여 처음으로 화석이 발견되어 새롭게 명명된 종이다.

## 같이 보기
- 파충류
- 중생대
- 트라이아스기
- 도마뱀
- 화석